# Nan (Taizhong)
Nan (chiń. upr. 南区; chiń. trad. 南區; pinyin Nán qū; Wade-Giles Nan ch’ü) – dzielnica (chiń. 區, qū) w rejonie miejskim miasta wydzielonego Taizhong na Tajwanie. 
23 czerwca 2009 komitet przy Ministrze Spraw Wewnętrznych Republiki Chińskiej zarekomendował scalenie dotychczasowego powiatu Taizhong (chiń. trad. 臺中縣; pinyin Táizhōng xiàn) i miasta Taizhong (chiń. trad. 臺中市; pinyin Táizhōng xiàn) w miasto wydzielone (chiń. 直轄市, zhíxiáshì); dotychczasowe dzielnice (chiń. 區, qū) miasta Taizhong, jak Nan, stały się dzielnicami miasta wydzielonego. Ustawa weszła w życie 25 grudnia 2010 roku.
Populacja dzielnicy Nan w 2016 roku liczyła 123 502 mieszkańców – 64 145 kobiet i 59 357 mężczyzn. Liczba gospodarstw domowych wynosiła 47 493, co oznacza, że w jednym gospodarstwie zamieszkiwało średnio 2,6 osób.

## Demografia (2011–2016)
| Rok  | Liczba ludności | Gęstość zaludnienia | Kobiety | Mężczyźni | Gospodarstwa domowe |
| ---- | --------------- | ------------------- | ------- | --------- | ------------------- |
| 2011 | 115 032         | 16 891              | 59 298  | 55 734    | 43 024              |
| 2012 | 116 807         | 17 152              | 60 289  | 56 518    | 44 238              |
| 2013 | 118 349         | 17 378              | 61 113  | 57 236    | 44 990              |
| 2014 | 120 128         | 17 639              | 62 169  | 57 959    | 45 952              |
| 2015 | 121 786         | 17 883              | 63 130  | 58 656    | 46 738              |
| 2016 | 123 502         | 18 135              | 64 145  | 59 357    | 47 493              |